# Ярилин, Александр Александрович
Алекса́ндр Алекса́ндрович Яри́лин (21 августа 1941, Астрахань — 27 августа 2013, Москва) — советский и российский специалист в области иммунологии. Заведующий отделом клеточной иммунологии ФГБУ "ГНЦ Институт иммунологии" ФМБА России, профессор МГУ им. М.В. Ломоносова, доктор медицинских наук.

## Биография
Родился в 1941 году в городе Астрахань, детство провел в селе Кочкурово Починковского района Нижегородской области. В 1964 году окончил с отличием лечебный факультет Горьковского медицинского института, в течение 2 лет проработал ассистентом на кафедре патофизиологии. С 1966 года учился в аспирантуре в Институте медицинской радиологии в г. Обнинске у К.П. Кашкина, где вошёл в круг учеников Н.В. Тимофеева-Ресовского. В 1970 году защитил кандидатскую диссертацию  по трансплантационной иммунологии. С 1980 года работал заведующим лабораторией дифференцировки лимфоцитов в Институте иммунологии.  В 1981 года защитил докторскую диссертацию по радиационной иммунологии. С конца 90-х годов Александр Александрович Ярилин - профессор  МГУ им. М.В. Ломоносова (биологический факультет).

## Научные достижения
Известен как специалист, исследующий одну из актуальнейших проблем современной иммунологии, – молекулярные и клеточные аспекты физиологии тимуса. Экспериментальные исследования учёного и руководимого им коллектива по дифференцировке, активации и апоптозу Т-лимфоцитов, лучевому поражению и пострадиационному восстановлению, роли цитокинов и гормонов тимуса в клеточных взаимодействиях и осуществлении иммунных процессов хорошо известны в России и за рубежом. Результаты этих исследований сегодня успешно используются  в  практической медицине.
Автор более 400 научных работ, в том числе 13 монографий и 2 рекомендованных учебников по иммунологии ("автор, наверное, лучшего из отечественных учебников иммунологии", - отмечал Андрей Пермяков); научный консультант 8 докторских и руководитель 32 кандидатских диссертаций. Являлся заслуженным деятелем науки РФ, членом правления Российского общества иммунологов, заместителем председателя проблемной комиссии «Общая и прикладная иммунология», членом Межведомственного научного совета РАМН по иммунологии, членом бюро Научного совета РАН по радиобиологии. Был членом редколлегий журналов «Иммунология», «Российский иммунологический журнал», «Медицинская иммунология», «Цитокины и воспаление», «Радиационная биология. Радиоэкология», «Успехи физиологических наук».

## Награды и премии
Премия правительства РФ в области науки и техники (2011), 
Премии РАН им. И.И. Мечникова (2011), 
Медаль им. Н.В. Тимофеева-Ресовского (1992), 
Медаль им. В.И. Вернадского (2002), 
Почетный знак им. В.И. Иоффе, знак «Ветеран атомной энергетики и промышленности», знак «Золотой крест ФМБА России», знак «А.И. Бурназян», знак «Академик И.В. Курчатов».